# Clusia tetra-trianthera
Clusia tetra-trianthera är en tvåhjärtbladig växtart som beskrevs av B. Maguire. Clusia tetra-trianthera ingår i släktet Clusia och familjen Clusiaceae. Inga underarter finns listade i Catalogue of Life.